# Golden Axe III
Golden Axe III est un jeu vidéo de type beat them all développé par Sega AM7 et édité par Sega en 1993 sur Mega Drive.